# Awendaw
Awendaw is een plaats (town) in de Amerikaanse staat South Carolina, en valt bestuurlijk gezien onder Charleston County.

## Demografie
Bij de volkstelling in 2000 werd het aantal inwoners vastgesteld op 1195.
In 2006 is het aantal inwoners door het United States Census Bureau geschat op 1172, een daling van 23 (-1,9%).

## Geografie
Volgens het United States Census Bureau beslaat de plaats een oppervlakte van
21,8 km², waarvan 21,4 km² land en 0,4 km² water. Awendaw ligt op ongeveer 5 m boven zeeniveau.

## Plaatsen in de nabije omgeving
De onderstaande figuur toont nabijgelegen plaatsen in een straal van 36 km rond Awendaw.